# Gekon orzęsiony
Gekon orzęsiony (Correlophus ciliatus) – endemiczny gatunek jaszczurki z rodziny Diplodactylidae występujący wyłącznie na Nowej Kaledonii. Do 2012 zaliczany był do rodzaju Rhacodactylus, a następnie został (razem z C. sarasinorum) przeniesiony do rodzaju Correlophus. Gatunek ten uznawany był za wymarły, aż do 1994 roku, kiedy został odkryty na Île des Pins (małej wyspie leżącej na południe od Grande Terre, głównej wyspy Nowej Kaledonii). Złapane osobniki okazały się niewymagające w hodowli. W USA gatunek ten jest popularny w hodowli amatorskiej.

## Wielkość
Gekon orzęsiony jest jednym z najmniejszych gekonów z rodzaju Correlophus, jednak wciąż dość duży w porównaniu z gekonami innych rodzajów. Dorosłe osobniki osiągają rozmiary do 20–22 cm i masę do 65 g. Długość ciała bez ogona wynosi około 11 cm. Osobniki po wykluciu mierzą 7,5 cm i ważą 1,5 g.

## Długość życia
Gekon orzęsiony, który przetrzymywany jest w niewoli, w odpowiednich warunkach i pod właściwą opieką może dożyć 15 lat, a nawet więcej.

## Wygląd

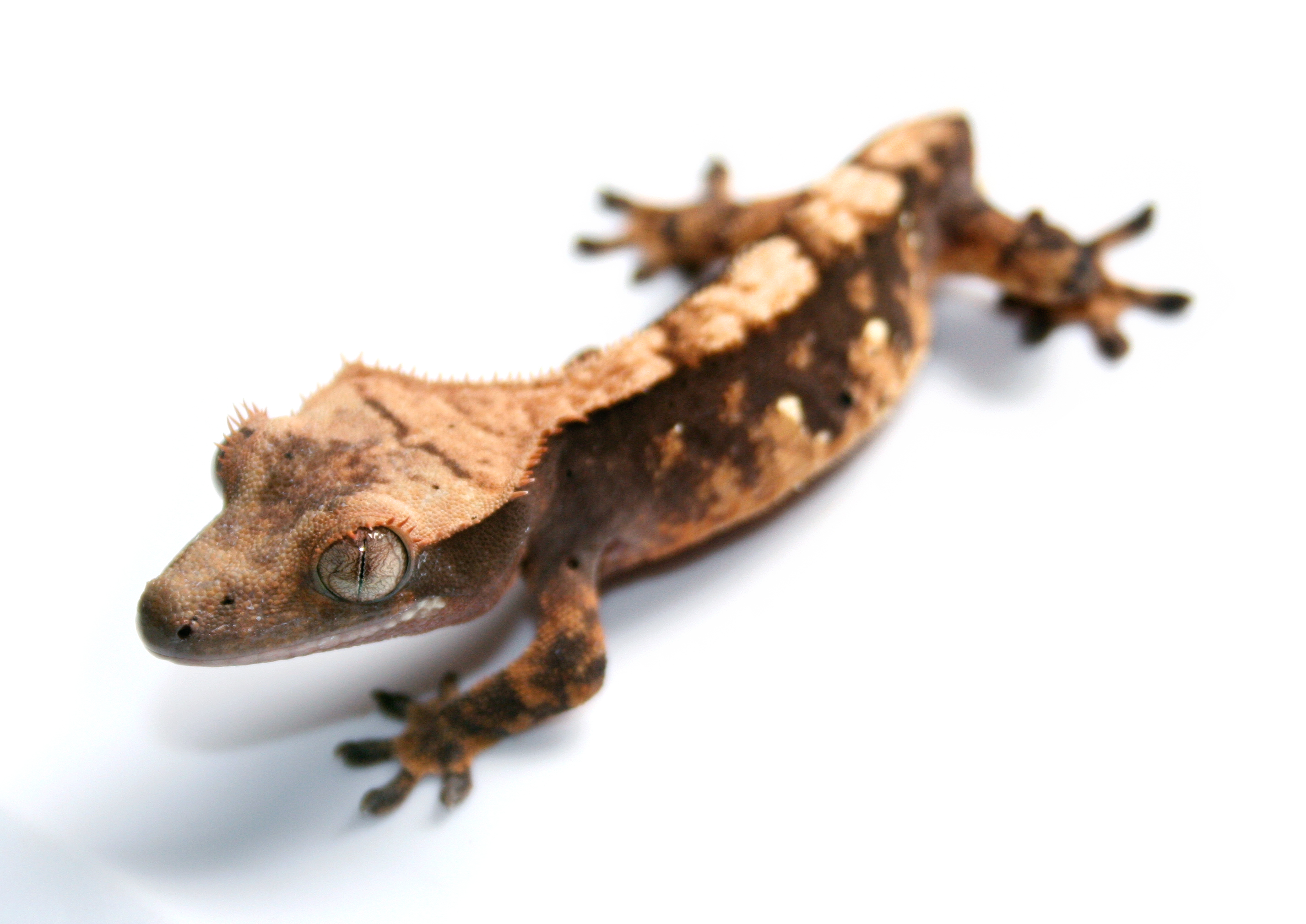
Pozbawiony ogona gekon orzęsiony

Najbardziej wyróżniającą się cechą tego gekona są wyrostki skórne, znajdujące się nad oczami oraz na grzbiecie, od których gekon wziął swoją nazwę. Ciało jest masywne, a głowa spłaszczona i kształtem przypominająca klin. Jak wszystkie gekony (oprócz podrodziny Eublepharinae) nie posiadają powiek, więc do czyszczenia oczu używają swojego długiego języka. Gekony orzęsione mają dobrze rozwinięte poduszki palców oraz sprawne pazury. Spodnie części palców, oraz końcówka ogona wyłożone są lamelami, które są zbudowane z milionów szczecinek, zwanych setae, które umożliwiają im przywieranie do chropowatych powierzchni, a nawet do wspinania się na gładkich powierzchniach np. szkle. Ich ogon jest stosunkowo długi, a jego końcówka jest lekko spłaszczona i kształtem przypomina wiosło. W naturze większość widywanych gekonów nie posiada ogona, gdyż w przeciwieństwie do większości jaszczurek, temu gatunkowi ogon nie odrasta.

## Środowisko i tryb życia

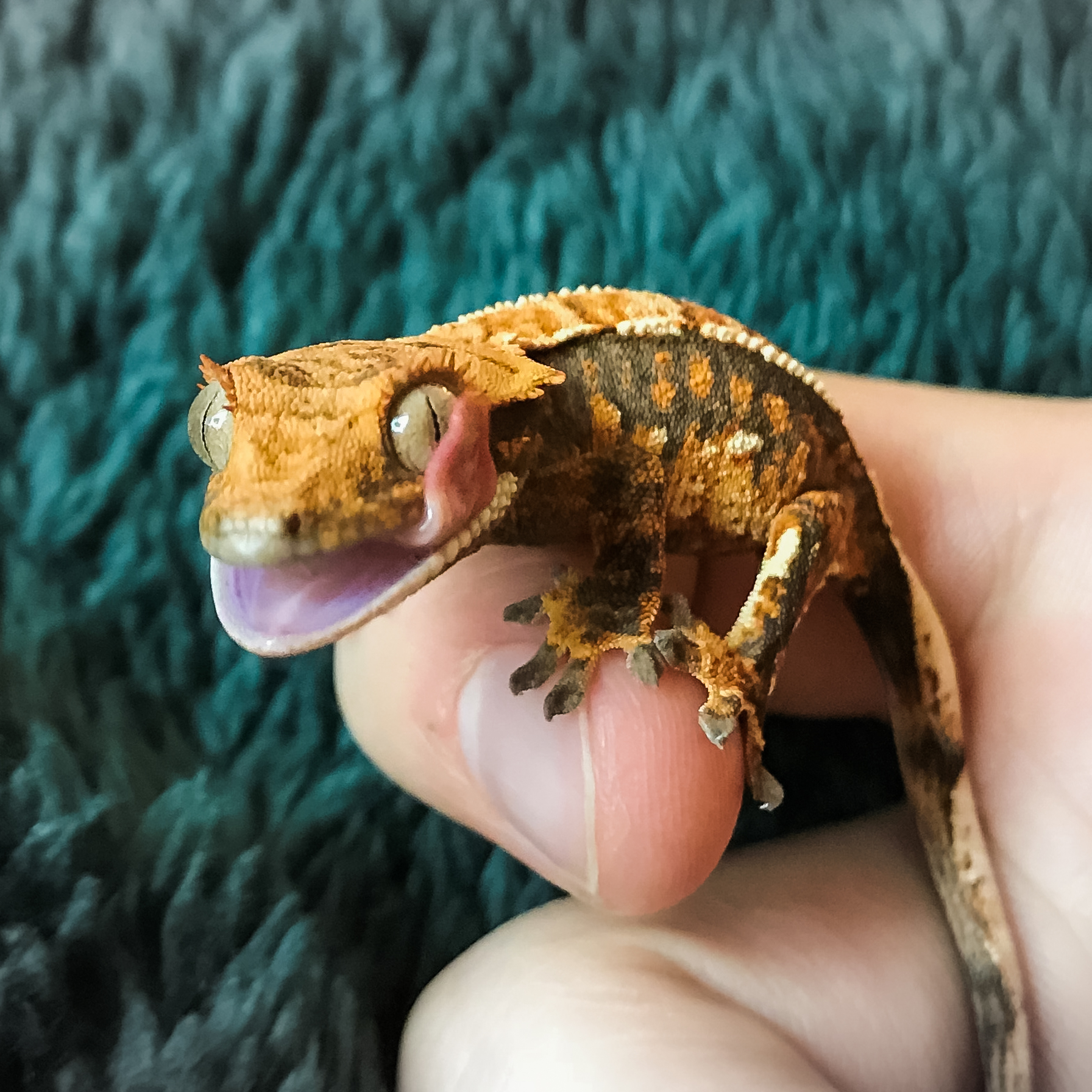
Żyjący w niewoli gekon orzęsiony czyszczący gałkę oczną

Gekon ten zamieszkuje lasy deszczowe, aktywny jest głównie wieczorem, nocą i o świcie, dzień spędza śpiąc w swoich kryjówkach.

## Pokarm
W przeciwieństwie do większości gatunków gekonów, gekon ten jest wszystkożerny, żywi się wszelakimi bezkręgowcami i owocami.

## Rozmnażanie
Niewiele wiadomo na temat dzikich zachowań reprodukcyjnych gekonów orzęsionych; dostępne informacje uzyskano na temat zwierząt trzymanych w niewoli. Samice składają zazwyczaj dwa jaja na lęg, z których młode wykluwają się 60–150 dni po złożeniu. Samica gekona orzęsionego musi kojarzyć się z samcem tylko raz, aby złożyć 2 jaja co 4–6 tygodni w cyklu lęgowym trwającym ponad 8–10 miesięcy. Po cyklu lęgowym samice na wolności przechodzą cykl „ochłodzenia”, zwykle spowodowany niewielkimi zmianami temperatury i światła dziennego w sezonie zimowym.

## Gekon orzęsiony w hodowli
Chociaż eksport dzikich gekonów orzęsionych jest obecnie zabroniony, biolodzy wywieźli kilka okazów do hodowli i badań, zanim Nowa Kaledonia zaprzestała wydawania zezwoleń na eksport tego gatunku. Z tych okazów powstały różne linie hodowlane, zarówno w Europie, jak i w Stanach Zjednoczonych. Gekon orzęsiony jest obecnie jednym z najczęściej utrzymywanych i hodowanych gatunków gekonów na świecie, ustępując jedynie gekonowi lamparciemu. Gekony te cieszą się ogromną popularnością wśród hodowców. Wyhodowano wiele odmian barwnych oraz cech strukturalnych.

## Terrarium
Terrarium typu wertykalnego o minimalnych wymiarach 40×40×50 cm dla jednego osobnika. Powinno zawierać żywe lub sztuczne rośliny oraz kryjówki, w których zwierzę będzie odpoczywać. Należy zachować wysoką wilgotność wewnątrz zbiornika na poziomie do 90%.